# Ваттенс
Ваттенс (нем. Wattens) — ярмарочная коммуна (нем. Marktgemeinde) в Австрии, в федеральной земле Тироль.
Входит в состав округа Инсбрук. Площадь коммуны составляет 10,84 км², население — 7984 человека (1 января 2021), плотность населения — 739 чел./км². Официальный код — 70367.
В Ваттенс была основана известная фирма Swarovski. В 1995 году открылся музей и парк «Кристаллические миры Swarovski».

## Население
| Год  | Численность |
| ---- | ----------- |
| 1869 | 838         |
| 1889 | 816         |
| 1890 | 874         |
| 1900 | 968         |
| 1910 | 2000        |
| 1923 | 2300        |
| 1934 | 3233        |
| 1939 | 3372        |
| 1951 | 4364        |
| 1961 | 5402        |
| 1971 | 6249        |
| 1981 | 6300        |
| 1991 | 6804        |
| 2001 | 7291        |
| 2011 | 7698        |
| 2021 | 7984        |

## Политическая ситуация
Бургомистр коммуны — Франц Троппмайр (АНП) по результатам выборов 2004 года.